# 雷履泰
雷履泰（1770年—1849年），男，山西平遥人，清朝实业家，中国历史上第一家票号日昇昌创始人。